# Процес Фішера — Тропша

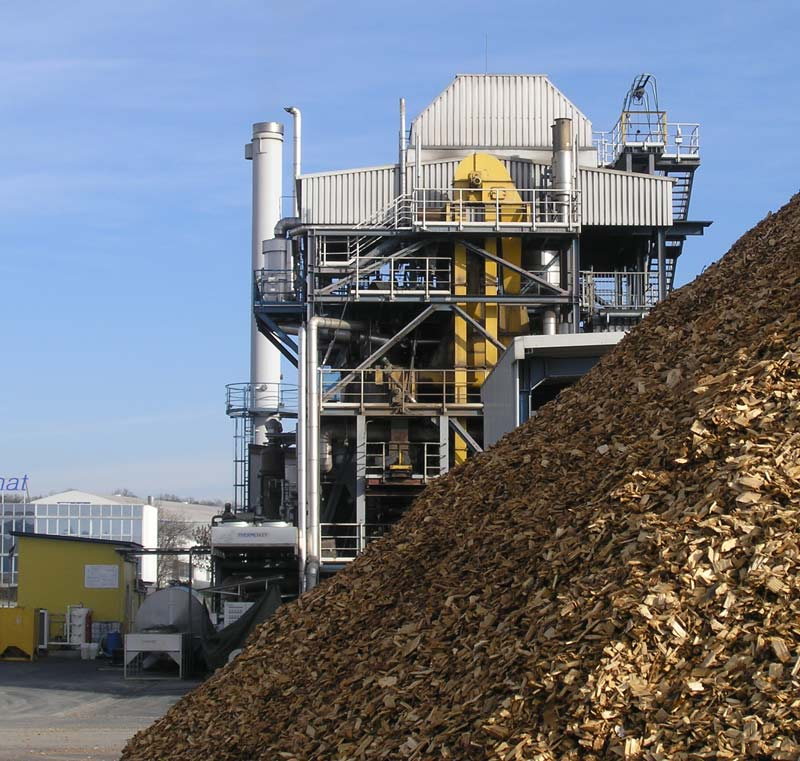
Виробництво біопалива з допомогою синтезу Фішера-Тропша в Гюссінгу (Австрія)

Процес Фішера — Тропша — це каталітичний процес гідрування монооксиду вуглецю з утворенням суміші рідких вуглеводнів. Призначення цього процесу — виробництво синтетичних вуглеводнів для використання як синтетичного мастильного матеріалу або синтетичного палива.

## Історія

### Початковий етап
Протягом 1920—2020 років розрізняють 4 етапи (покоління) розвитку технології Фішера — Тропша.
Вперше синтез вуглеводнів з суміші СО і Н2 (синтез-газ) був здійснений на початку XX століття: Сабатьє і Сандеран синтезували метан, Є. І. Орлов — етилен. У 1913 р компанія BASF взяла патент на отримання сумішей вуглеводнів і спиртів з синтез-газу над підлужненими Co-Os каталізаторами (надалі цей напрямок вилився в створення процесу синтезу метанолу). 
В 1920-х роках німецькими дослідниками Францем Фішером і Гансом Тропшом, що працювали в Товаристві кайзера Вільгельма та були співробітниками компанії Ruhrchemie AG, було зроблено багато удосконалень і виправлень. Зокрема, в 1923-му вони повідомили про отримання оксигеновмісних продуктів з синтез-газу над Fe каталізаторами, а в 1926 р — вуглеводнів. Наразу «Фішер-Тропш» застосовується до великої кількості подібних процесів (синтез Фішера — Тропша або хімія Фішера — Тропша).
Перший промисловий реактор був запущений в Німеччині в 1935 році та використовував Co-Th осаджений каталізатор. 
У 1930—1940 роки на основі технології Фішера — Тропша було налагоджено виробництво синтетичного бензину (когазін-I, або сінтін) з октановим числом 40-55, синтетичної високоякісної дизельної фракції (когазін-II) з цетановим числом 75-100 і твердого парафіну. Процес був винайдений в бідній нафтою, але багатій на вугілля Німеччині, тому активно використовувався нею (так само як й іншою бідною на нафту країною "країною Осі" Японією) для виробництва рідкого палива. Виробництво синтетичного палива в Німеччині досягло в 1944-му понад 124 000 барелів в день (~6500 тисяч тонн). Сировиною для процесу слугувало вугілля, з якого газифікацією отримували синтез-газ, а з нього вуглеводні. 

### Після Другої світової війни
Узяті в полон німецькі вчені брали участь в операції «Скріпка», продовжуючи працювати над синтетичними паливами в США в Бюро гірської промисловості США.
Взагалі, після Другої світової війни синтезу Фішера-Тропша певний час ще приділяли велику увагу, оскільки вважалося, що запаси нафти підходять до кінця і треба шукати їй заміну, зокрема :
— в 1950-му був побудований завод у Браунсвіллі (Техас) потужністю 360 тисяч тонн на рік;
— в 1955-му південноафриканська компанія Sasol побудувала власне виробництво, що існує й розвивається досі;
— в СРСР у 1952-му заснували завод у Новочеркаську, який отримав вивезене з Німеччини обладнання. Сировиною служило спочатку вугілля Донецького басейну, а потім природний газ. Німецький Co-Th каталізатор був з часом замінений на оригінальний Co-Zr. На заводі була встановлена колона точної ректифікації, так що в асортимент продукції заводу входили індивідуальні вуглеводні високої чистоти, в тому числі α-олефіни з непарним вуглецевим номером. Установка працювала на Новочеркаському заводі синтетичних продуктів аж до 1990-х років і була зупинена з економічних причин.
Всі ці підприємства в значній мірі запозичили досвід німецьких хіміків та інженерів, накопичений у 30-40-ві роки.
Відкриття великих родовищ нафти в Аравії, Північному морі, Нігерії, Алясці різко знизило інтерес до синтезу ФТ. Майже всі існуючі заводи були закриті, єдине велике виробництво збереглося в ПАР. Активність в цій області відновилася до 1990-го років.

### Сучасний стан
У 1990 р компанія Exxon запустила дослідну установку на 8 тис. т/р. з Со каталізатором. У 1992 р південноафриканська компанія Mossgas побудувала завод потужністю 900 тис. т / р. На відміну від технології Sasol, як сировина тут використовувався природний газ із шельфового родовища. У 1993 році компанія Shell запустила завод в Бінтулу (Малайзія) потужністю 500 тис. т / р., використовуючи Co-Zr каталізатор і оригінальну технологію «середніх дистилятів». Сировиною служить синтез-газ, отримуваний парціальним окисленням місцевого природного газу. В наш час Shell будує завод за тією ж технологією, але на порядок більшої потужності в Катарі. Свої проекти в області синтезу Фішера-Тропша різного ступеня опрацювання мають також компанії Chevron, Conoco Inc., BP, ENI, Statoil, Rentech, Syntroleum та інші. та інших. Як правило, це 4-е покоління технології Процесу Фішера — Тропша.
В Узбекистані в 2020 році планувався проект Uzbekistan GTL, який буде працювати на природному газі з Шуртанського родовища і спиратися на технології Sasol.
В даний час дві компанії комерційно використовують свої технології, засновані на процесі Фішера — Тропша. Shell в Бінтулу, Малайзія, використовує природний газ як сировину і виробляє, переважно, малосірчисте дизельне паливо. Sasol в Південній Африці використовує вугілля як сировину для виробництва різноманітних товарних продуктів з синтетичної нафти. Процес і сьогодні використовується в ПАР для виробництва більшої частини дизельного палива країни з вугілля компанією Sasol. Процес використовувався в ПАР для задоволення потреб в енергії під час ізоляції при режимі апартеїда. Увага до цього процесу відновилося в процесі пошуку шляхів отримання малосірчистого дизельних палив для зменшення спричинених дизельними двигунами шкоди навколишньому середовищу. Маленька американська компанія Rentech в наш час[коли?] сфокусувалася на перетворенні заводів з виробництва азотистих добрив від використання як сировини природного газу до використання вугілля або коксу і рідких вуглеводнів як побічного продукту.
Choren в Німеччини і CWT (Changing World Technologies) побудували заводи, що використовують процес Фішера — Тропша або подібні процеси.
У вересні 2005 губернатор Едвард Ренделл заявив про створення підприємства Waste Management and Processors Inc. Використовує технології, ліцензовані у Shell і Sasol. Буде побудована фабрика, що використовує синтез Фішера-Тропша для переробки так званого непридатного вуглецю (залишків від вуглевидобутку) в малосірчисте дизельне паливо на ділянці біля міста Mahanoy на північно-заході Філадельфії. Штат Пенсільванія взяв на себе зобов'язання купувати значний відсоток продукції заводу і, разом з Департаментом енергетики США (DoE), запропонував більш як 140 мільйонів доларів податкових пільг. Губернатор штату Монтана Бріан Швейцер (Brian Schweitzer) запропонував побудувати завод, який буде використовувати процес Фішера-Тропша для перетворення вугільних запасів штату в паливо, щоб зменшити залежність США від імпорту нафти.
На початку 2006 року в США розглядалися проекти будівництва 9 заводів по непрямому зрідженню вугілля сумарною потужністю 90—250 тис. барелів на день.
Китай планує інвестувати 15 млрд дол до 2010—2015 рр.. в будівництво заводів з виробництва синтетичного палива з вугілля. Національна Комісія Розвитку та Реформ (NDRC) заявила, що сумарна потужність заводів зі скраплення вугілля досягне 16 млн тонн синтетичного палива на рік, що становить 5 % від споживання нафти в 2005 році і 10 % імпорту нафти.

## Сировина та реактори
Сировиною даного процесу є синтез-газ.
Протягом всієї історії використовували чотири основних типи промислових реакторів для промислової розробки реакції Фішера-Тропша:
- Трубчасті, з нерухомим шаром реактора. Працює при температурі 220—260 °С і тиску 20-30 бар;
- Циркулююче ліжко реактора (так званий синтол по Sasol), працює при температурі 350 °C і тиску 25 бар;
- Реактори з псевдозрідженим шаром (Sasol Розширений синтол), аналогічні за своєю дією на синтол, але менше з тієї ж потужності.
- Реактор «шлам», в якому каталізатор, що завис у рідині (часто воски виробництва самої реакції), в якому бульбашки синтез-газу. Зазвичай ці реактори працюють при низькій температурі для отримання максимально високої молекулярної маси продуктів.

## Механізм процесу
n CO + 2n H2 → CnH2n + n H2O;
CnH2n + H2 → CnH2n+2 (1)
2n CO + n H2 → CnH2n + n СО2;
CnH2n + H2 → CnH2n+2 (2)
Напрямок 1: синтез йде на нікелевих (Ni-Mn-Al2О3, сплаві Ni-Si-Mn) або кобальтових каталізаторах (Co-ThO2 або Co-ThO2-MgO) при температурі 175—215 °C, тиску 0,1-1,5 МПа. Вихід вуглеводнів у цьому випадку становить 100—180 мл на 1 м³ вихідної газової суміші. Приклад фракційного складу для Со-каталізаторі: фракція з т. кип. <150 °C (бензин) — 20-24 %; 150—200 °C — 12-15 %; 250—300 °C-ок. 25 %; парафіни 34-42 %. В основному всі фракції містять алкани з нормальним ланцюгом; бензинова фракція містить від 8 до 40 % олефінів.
Напрямок 2: каталізатори на основі заліза (Fe-ZnO або Fe-Cu-Mn на доломіті) при температурі 220—250 °C, тиску 0,5-1 МПа. Вихід вуглеводнів до 160 мл на 1 м³ газової суміші (в тому числі бензину і масел бл. 110 мл). У числі рідких продуктів — значні кількості (до 60 %) термінальних олефінів.
Парафіни (60-70 %) утворюються на рутенієвому каталізаторі при температурі 180—200 °C і тиску 10-30 МПа. На оксидах Cr, Mo, Th з добавками K2CO3 при температурі 475—500 °C утворюються значні кількості ароматичних сполук. На оксидах Zn, Al або Th при температурі 420—450 °C, тиску 30 МПа основні продукти — ізоалкани.
Побічними реакціями синтезу вуглеводнів із СО і Н2 є:
- Гідрування оксиду вуглецю до метану: СО + 3 Н2 → СН4 + Н2О + 214 кДж / моль;
- Реакція Будуара (диспропорціонування СО): 2СО → СО2 + С;
- Утворення спиртів: n СО + 2n Н2→ CnH2n+1ОН + (n-1) H2О;
- Рівновага водневого газу: СО + Н2О ↔ СО2 + Н2;

Остання реакція має особливе значення для каталізаторів на основі заліза, на кобальті вона майже не протікає. На залізних каталізаторах, крім того в значних кількостях утворюються кисневмісні сполуки — спирти та карбонові кислоти.
Типовими умовами проведення процесу є: тиск від 1 атм (для Co каталізаторів) до 30 атм, температура 190—240 °C (низькотемпературний варіант, для Co і Fe каталізаторів) або 320—350 °C (високотемпературний варіант, для Fe).
Механізм реакції, незважаючи на десятиліття його вивчення, в деталях залишається незрозумілим. Втім, ця ситуація типова для гетерогенного каталізу.
Термодинамічні закономірності для продуктів синтезу Фішера-Тропша такі:
- Можливо отримання із СО і H2 вуглеводнів будь-якої молекулярної маси, виду та будови окрім ацетилену.
- Ймовірність утворення вуглеводнів зменшується в ряді: метан> інші алкани> алкени. Ймовірність утворення нормальних алканів зменшується, а нормальних алкенів підвищується зі збільшенням довжини ланцюга.
- Підвищення загального тиску в системі сприяє утворенню більш важких продуктів, а збільшення парціального тиску водню в синтез-газі сприяє утворенню алканів.

Реальний склад продуктів синтезу вуглеводнів із СО і Н2 істотно відрізняється від рівноважного. У більшості випадків розподіл продуктів за молекулярною масою в стаціонарних умовах описується формулою p (n) = n (1-α)²αn-1, де p (n) — масова частка вуглеводню з вуглецевим номером n, α = k  1  / (k1 + k2), k1, k 2 — константи швидкості росту та обриву ланцюга, відповідно. Це т. зв. розподіл Андерсона — Шульца — Флорі (ASF distribution). Метан (n = 1) завжди присутній в більшій кількості, ніж пропонується розподілом ASF, оскільки утворюється незалежно по реакції прямого гідрування. Величина α знижується із зростанням температури і, як правило, зростає зі зростанням тиску. Якщо в реакції утворюються продукти різних гомологічних рядів (парафіни, олефіни, спирти), то розподіл для кожного з них може мати свою величину α. Розподіл ASF накладає обмеження на максимальну селективність по будь-якому вуглеводню або вузької фракції. Це друга, після теплозняття, проблема синтезу Фішера-Тропша.

## Оцінка та проблеми
Процес Фішера-Тропша — це добре продумана технологія, вже застосована у великих масштабах, хоча її поширенню заважають високі капітальні витрати, високі витрати на експлуатацію та ремонт і відносно низькі ціни на сиру нафту. Зокрема, використання природного газу як вихідної сировини стає доцільним, коли використовується «stranded gas», тобто джерела природного газу розташовані далеко від основних міст, які недоцільно експлуатувати зі звичайними газопроводами і технологією LNG.
Існують великі запаси кам'яного вугілля, які можуть бути використані як джерело палива в міру виснаження запасів нафти. Так як у світі є великі запаси кам'яного вугілля, ця технологія може бути тимчасово використана, якщо нафта стане дорожче. Поєднання газифікації біомаси і синтезу Фішера-Тропша — це багатообіцяючий спосіб виробництва поновлюваного або «зеленого» автомобільного палива. Синтетичне паливо, вироблене з вугілля, є конкурентоспроможним при ціні на нафту вище 40 дол за барель. Капітальні вкладення, які при цьому треба зробити, складають від 7 до 9 млрд дол за 80 тис. барелів потужностей з виробництва синтетичного палива з вугілля. Для порівняння, аналогічні потужності з переробки нафти стоять близько 2 млрд дол.
Технології переробки вугілля в рідке паливо породжують безліч питань з боку екологів. Найсерйознішою є проблема викидів вуглекислого газу. Останні роботи Національної лабораторії з поновлюваних джерел енергії США (National Renewable Energy Laboratory) показали, що в повному циклі викиди парникових газів для вироблених з кам'яного вугілля синтетичних палив приблизно вдвічі вище свого заснованого на бензині еквівалента. Викиди інших забруднювачів також сильно збільшилися, тим не менш, вони можуть бути зібрані в процесі виробництва. Поховання вуглецю було запропоновано як спосіб зменшити викиди оксиду вуглецю. Закачка у нафтові пласти дозволить збільшити видобуток нафти і збільшити термін служби родовищ на 20-25 років, однак використання даної технології можливо лише при стійких нафтових цінах вище 50-55 дол за барель. 
Важливою проблемою при виробництві синтетичного палива є і високе споживання води, рівень якого становить від 5 до 7 галонів на кожен галон отриманого палива.